# Приёр, Пьер-Луи
Пьер-Луи́ Приёр (фр. Pierre-Louis Prieur; 1 августа 1756, Sommesous (нынешний департамент Марна) — 31 мая 1827, Брюссель) — деятель французской революции, якобинец. Член комитета Робеспьера, представитель Национального конвента в миссии. Также именовался как Приёр из Марны, в отличие от однофамильца в Конвенте, прозванного Приёр из Кот-д’Ора.
Родился 1 августа 1756 года в Соммесу. Практикующий адвокат в Шалон-ан-Шампань, с 1789 года выбран в Генеральные штаты. Секретарь Национального собрания.
С 1791 года — вице-президент уголовного суда в Париже. В сентябре 1792 года был избран в Национальный конвент своим родным департаментом. Голосовал за казнь Людовика XVI. В феврале 1793 года он инициировал указ о наборе в армию 300 000 человек, что спровоцировало Вандейское восстание. Вошёл в Комитет обороны 26 марта и в Комитет благосостояния 10 июля 1793 года. В качестве представителя в миссии проводил якобинский террор в департаментах Норд, Арденны, Мозель, на Рейне и в Бретани, который закончился только с падением Робеспьера 27 июля 1794 года. В октябре 1794 года являлся председателем Конвента.
Принимал участие в Прериальском восстании 20–23 мая 1795 года. Он избежал угрозы ареста, спрятавшись в неизвестном месте. Благодаря амнистии, объявленной в октябре 1795 года, он смог вернуться в Париж, где снова работал адвокатом. Лишь летом 1799 года Приёр снова предстал перед публикой как один из самых активных членов патриотически настроенного Клуба «Манеж», который считал себя преемником Якобинского клуба и на короткое время собирался в бывшем манеже. После переворота 18 брюмера VIII (9/10 ноября 1799 г.) Приёр завершил свою политическую карьеру. В период Консульства и Первой империи он не принимал участия в государственных делах.
В период Реставрации Пьер Луи Приёр был изгнан из Франции Бурбонами в 1816 году как цареубийца. Он эмигрировал в Брюссель и умер там 31 мая 1827 года.